# Alpha-E

Ausbaustrecken des Alpha-E (Empfehlung des Dialogforums Schiene Nord, rot) und zusätzliche Streckenabschnitte des Optimierten Alpha-E mit Bremen (Bundesverkehrswegeplans 2030, blau)

Alpha-E war ein Schienenverkehrsprojekt, das in seiner ursprünglichen Form den Ausbau verschiedener Bahnstrecken in Niedersachsen vorsah. Das Projekt wurde 2015 im Dialogforum Schiene Nord als Alternative zur damals geplanten Y-Trasse entworfen, einer Neubaustrecke für den Verkehr zwischen Hamburg bzw. Bremen und Hannover. In dem Beteiligungsforum wurde das Projekt und der Verzicht auf Neubaustrecken von einer großen Mehrheit befürwortet. Fahrgastverbände und einzelne Beteiligte wie der Landkreis Lüneburg hielten das Ergebnis dagegen nicht für ausreichend.
Basierend auf der Empfehlung des Dialogforums wurde vom Bundesverkehrsministerium das Projekt Optimiertes Alpha-E + Bremen entwickelt, das zwischen Hannover und Hamburg nicht mehr zwingend einen reinen Ausbau der Bestandsstrecken vorsieht, sondern von sogenannten Ortsumfahrungen ausgeht. Das Gesamtprojekt wurde 2016 in den Bundesverkehrswegeplan 2030 aufgenommen, noch im selben Jahr begannen auf dem Abschnitt Verden–Rotenburg die Planungen.
Für den Abschnitt Hannover–Hamburg begannen Anfang 2018 die Planungen. Dabei wurden neben dem Bestandsstreckenausbau auch Varianten mit Ortsumfahrungen und längeren Neubaustrecken untersucht. Eine solche Neubaustrecke war umstritten. Während unter anderem Verkehrsverbände diese Variante befürworten, wird vor allem in betroffenen Kommunen gefordert, am ursprünglichen Alpha-E aus dem Dialogforum festzuhalten. Im Juni 2025 stellte die Deutsche Bahn die Ergebnisse der Vorplanung vor, die als Vorzugsvariante eine Neubaustrecke ermittelte, die bei Celle beginnt und über Bergen und Soltau nach Meckelfeld führen soll.

## Geschichte

### Entstehung
Konkrete Planungen für die Y-Trasse, die Hannover schneller mit Hamburg und Bremen verbinden sollte, sowie Kapazitäten auf den stark belasteten Bahnstrecken Lehrte–Hamburg-Harburg und Wunstorf–Bremen schaffen sollte, begannen 1992. Das Vorhaben stand in der betroffenen Region unter anderem wegen der zu erwartenden Umwelteinwirkungen unter Kritik. 2012 kündigte die Deutsche Bahn an, die Bürger stärker in die Planungen einzubeziehen und gemeinsam an einer Lösung zu arbeiten. Im Rahmen einer Machbarkeitsstudie untersuchte die Deutsche Bahn zudem weitere Aus- und Neubauvarianten als Alternative zur Y-Trasse. Die Ergebnisse wurden im Februar 2014 vorgestellt.
Unabhängig von den Untersuchungen der Deutschen Bahn stelle außerdem die SPD-Bundestagsabgeordnete Kirsten Lühmann Ende 2014 als weitere Alternative die Alpha-Variante vor, die ausschließlich den Ausbau bestehender Strecke umfasste und ohne Neubaustrecken auskommen sollte. Idee dieses anfangs auch als Lühmann-Variante bezeichneten Vorschlags war es, einen Teil der Güterzüge von Bremen und Hamburg über andere Strecken zu leiten, um zu vermeiden, dass einzelne Strecken zu stark belastet werden. Güterzüge zwischen Hamburg und Hannover sollten sowohl über Uelzen als auch über Verden fahren, wozu die Bahnstrecke Verden–Rotenburg zweigleisig ausgebaut und eine Blockverdichtung zwischen Wunstorf und Nienburg realisiert werden sollte. Auf der Bahnstrecke Lehrte–Hamburg-Harburg sollte lediglich ein drittes Gleis zwischen Uelzen und Lüneburg gebaut werden. Durch eine Elektrifizierung der Bahnstrecke Uelzen–Langwedel („Amerikalinie“) sollten zudem Güterzüge von Bremen in östliche Richtung über Soltau und Uelzen anstatt über Hannover geleitet werden.

### Dialogforum Schiene Nord
Von Februar bis November 2015 fand in Celle das Dialogforum Schiene Nord statt. In dem Beteiligungsforum sollten Kommunen, Bürgerinitiativen, Verbände und weiteren Akteure in mehreren Tagungen sich mit der Y-Trasse und ihren Alternativen auseinandersetzen und die Vor- und Nachteile der Varianten diskutieren. Behandelt wurden neben der Y-Trasse und den sechs Varianten, die die Deutsche Bahn im Rahmen der 2014 vorgestellten Machbarkeitsstudie entworfen hatte, drei weitere Vorschläge diskutiert, darunter die Alpha-Variante. Finanziert wurde das Dialogforum zu einem Drittel vom Land Niedersachsen und zu zwei Dritteln von der Deutschen Bahn.
Die Alpha-Variante wurde im Rahmen des Dialogforums von einem Gutachter untersucht, wobei fünf verschiedene Planfälle betrachtet wurden. Der von vielen Teilnehmern favorisierte Planfall E erreichte zusammen mit einem Ausbau zwischen Uelzen und Halle, der unabhängig von den Planungen zur Y-Trasse bereits vorgesehen war, ein Nutzen-Kosten-Verhältnis (NKV) 1,1, ohne diesen Ausbau lag das NKV bei 0,8.
Am Ende des Dialogforums wurde ein Abschlussdokument verfasst, das von der Mehrheit der Beteiligten unterzeichnet wurde. In diesem Dokument wurde die Alpha-Variante E bzw. das Alpha-E mit folgenden Maßnahmen empfohlen:
- zweigleisiger Ausbau der Bahnstrecke Rotenburg–Verden
- drittes Gleis Uelzen–Lüneburg
- Elektrifizierung der Bahnstrecke Uelzen–Langwedel mit neun Kreuzungsbahnhöfen für den Güterverkehr und Ertüchtigung für 80 km/h
- Blockverdichtung Wunstorf–Nienburg–Verden mit neuen Überholgleisen und mittigen Wendegleisen in Nienburg
- Blockverdichtung Lehrte–Celle
- Ausbau der Bahnstrecke Nienburg–Minden und der Verbindung Uelzen–Halle

Als sogenannte „Bedingungen der Region“ werden im Abschlussdokument mehrere Zusagen im Zusammenhang mit dem Projekt gefordert, darunter ein übergesetzlicher Lärmschutz an allen auszubauenden Strecken, sowie solchen Strecken, die durch das Projekt von zusätzlichem Verkehr betroffen sind. Im Anschluss wurde der Projektbeirat Alpha-E gebildet, der aus acht Vertretern von Landkreisen und Kommunen sowie acht weiteren Vertretern aus Bürgerinitiativen besteht. Seine Aufgabe ist es, die Planung und Umsetzung von Alpha-E zu begleiten und sich für die „Bedingungen der Region“ einzusetzen.
Der damalige Parlamentarische Staatssekretär beim Bundesminister für Verkehr und digitale Infrastruktur Enak Ferlemann, der niedersächsische Verkehrsminister Olaf Lies (SPD) und der stellvertretende Vorstandsvorsitzende der Deutschen Bahn AG Volker Kefer sagten ihre Unterstützung zu. Im November 2016 sprach sich auch der Niedersächsische Landtag für die Umsetzung des Ergebnisses aus.
Das Konzept des Dialogforums wurde von vielen Seiten gelobt, Olaf Lies bezeichnete es als „Meilenstein für die künftige Bürgerbeteiligung bei Großprojekten“. Kritisiert wird jedoch, dass die Betroffenen der letztlich gewählten Variante im Dialogforum unterrepräsentiert gewesen seien.

### Bundesverkehrswegeplan
Im Bundesverkehrswegeplan 2030 wurde der Ausbau der Verbindung Uelzen–Halle unabhängig von Alpha-E als eigenständiges Projekt aufgenommen. Das Projekt Alpha-E kam bei der Aufstellung des BVWP 2030 zunächst nur auf einen Nutzen-Kosten-Verhältnis (NKV) von 0,6. Um dennoch in den Bundesverkehrswegeplan aufgenommen werden zu können, musste ein Nutzen-Kosten-Verhältnis (NKV) von 1,0 erreicht werden. Mit einer Erweiterung des Projekts um mehrere Maßnahmen, die eine Kapazitätserweiterung und eine Fahrzeitverkürzung im Personenfernverkehr zwischen Hannover und Hamburg von 11 Minuten ermöglichen, sowie weitere Ausbauten im Raum Bremen wurde ein NKV von etwa 1,0 erreicht. Diese weiterentwickelte Variante wird als Optimiertes Alpha-E mit Bremen bezeichnet. Folgende Maßnahmen wurden dabei ergänzt:
- „ABS Ashausen – Uelzen – Celle, Vmax 250/230 km/h (ggf. mit zusätzlichen fahrplanbasierten Maßnahmen zur Kapazitätserweiterung und Ortsumfahrungen)“
- Ausbau Hannover-Vinnhorst–Celle für 230 km/h
- Überwerfungsbauwerk im Bahnhof Verden (Aller)
- drittes Gleis Langwedel–Bremen-Sebaldsbrück und Bremen Rbf–Bremen-Burg
- Blockverdichtung Stubben–Bremerhaven-Speckenbüttel

Als Konzeptentwurf für den Abschnitt Ashausen–Celle, der keine Vorfestlegung für den weiteren Planungsprozess darstellt, wurde vom BMVI eine Trasse mit Ortsumfahrungen für Lüneburg, Deutsch Evern, Bad Bevensen und Uelzen, sowie weiteren Ausbauten betrachtet.
Im August 2016 beschloss die Bundesregierung den BVWP 2030 und nahm das Optimierte Alpha-E mit Bremen in den vordringlichen Bedarf auf. Auf dieser Grundlage wurde im Dezember 2016 vom Bundestag und vom Bundesrat eine neue Fassung des Bundesschienenwegeausbaugesetzes (BSWAG) beschlossen, in dem das optimierte Alpha-E enthalten ist.
Ende 2023 wurde eine weitere Änderung des BSWAG beschlossen, wodurch die Projekte des Deutschlandtakts in den vordringlichen Bedarf aufgenommen wurden. Dabei wurden elf Projektbündel gebildet, die zum Teil auch bereits vorhandene Projekte enthalten. Die meisten Maßnahmen des bisherigen optimierten Alpha-E mit Bremen sind seitdem zusammen mit anderen Ausbaustrecken im Projektbündel 3 enthalten. Die ABS/NBS Hannover–Hamburg bildet dagegen das eigenständige Projektbündel 2.

## Projektabschnitte
Das Projekt wird im Bundesverkehrswegeplan in vier Teilmaßnahmen untergliedert, die ABS/NBS Hamburg – Hannover, die ABS Langwedel – Uelzen, die ABS Rotenburg – Verden – Minden / Wunstorf und die ABS Bremerhaven – Bremen – Langwedel.

### ABS/NBS Hamburg – Hannover
Nachdem im Dezember 2017 vom Bund die Finanzierungszusage für den Abschnitt Hamburg–Hannover erteilt wurde, begannen Anfang 2018 für diesen Projektteil die Planungen.
Bis 2019 untersuchte die Deutsche Bahn den Bau eines dritten Gleises zwischen Uelzen und Lüneburg ohne Geschwindigkeitserhöhungen (Variante 1) und mit einer Erhöhung der Streckengeschwindigkeit auf 230 km/h (Variante 2). Die Variante 1 erreichte dabei abhängig vom unterstellten Betriebsprogramm im SPNV ein Nutzen-Kosten-Verhältnis von 0,47 (SPNV 2030) bzw. 0,76 (SPNV 2030+). Die Variante 2 wurde bereits vorzeitig verworfen, da sie gegenüber der Variante 1 nur eine geringe Fahrzeitverkürzung bei höheren Kosten und geringerer Kapazität erzielt hätte. Außerdem wurde der Bau einer neuen zweigleisigen, mit 250 km/h befahrbaren Strecke als Ortsumfahrung zwischen dem Nordkopf des Bahnhofs Uelzen und Radbruch untersucht, die entweder in Bienenbüttel mit der Bestandsstrecke verknüpft worden wäre (Variante 3a) oder auch diesen Ort umfahren hätte (Variante 3b), ohne dabei einen konkreten Trassenverlauf zu betrachten. Für diese Varianten wurden 2020 die Ergebnisse vorgestellt.
Ende 2023 wurde der Projektabschnitt in ein eigenes Projektbündel des Bedarfsplan Schiene des Bundesschienenwegeausbaugesetzes ausgegliedert.

#### Vieregg-Rössler-Gutachten
Ende 2018 wurde der Projektbeirat darauf aufmerksam, dass auch Varianten mit mehr Gleisen untersucht werden, als im Abschlussdokument des Dialogforums gefordert. Daraufhin setzte er seine Mitarbeit vorübergehend aus und forderte von der Deutschen Bahn ein Bekenntnis zu den Ergebnissen aus dem Dialogforum sowie mehr Transparenz bei den Planungen. Die Deutsche Bahn stellte daraufhin im Rahmen sogenannter „gläserner Werkstätten“ die Planungen verschiedener Varianten detailliert dar.
Mit dem Ziel, die Umsetzbarkeit von Alpha-E ohne Neubaustrecken darzulegen, gaben sechs Bürgerinitiativen ein Gutachten bei dem Beratungsbüro Vieregg-Rössler in Auftrag, welches im Januar 2020 vorgestellt wurde. Die Gutachter legten zwei Varianten zum Streckenausbau vor. In der Konzeption 1 enthält ein zusätzliches drittes Gleis Lüneburg–Bad Bevensen sowie ein drittes und viertes Gleis Bad Bevensen–Uelzen. Ein zusätzliches viertes Gleis auf dem bisher dreigleisigen Abschnitt Ashausen–Lüneburg sei nur dann nötig, wenn eine Regionalbahnlinie im 15-Minuten-Takt verkehren würde. Bei der Konzeption 2 würde der Abschnitt Lüneburg–Uelzen zweigleisig verbleiben, stattdessen sind ein viertes Gleis Ashausen–Lüneburg, ein drittes Gleis Suderburg–Eschede, sowie ein drittes und viertes Gleis Eschede–Celle vorgesehen. In beiden Konzeptionen sind Neutrassierungen in Celle, Uelzen, Lüneburg und Hamburg vorgesehen, um die Durchfahrgeschwindigkeiten so zu erhöhen, dass zwischen Hannover und Hamburg im Hinblick auf einen integralen Taktfahrplan eine Fahrzeitverkürzung von 12 bis 14 Minuten auf 54 bis 56 Minuten möglich ist. Die Deutsche Bahn setzte sich mit den Vorschlägen aus dem Vieregg-Rössler-Gutachten auseinander und stellte Anfang 2021 erste Ergebnisse vor. Im Juli 2021 kam die Deutsche Bahn abschließend zu dem Ergebnis, die Konzeptionen seien nicht engpassfrei und nicht wirtschaftlich, sodass sie nicht weiter betrachtet werden.

#### Neubaustrecke

Verlauf der vier Grobvarianten

Im August 2018 begann eine Sensitivitätsprüfung für den Abschnitt Hannover–Hamburg, in dem für eine neue Bahnstrecke mögliche Grobkorridore nach raumordnerischen und umweltfachlichen Kriterien gebildet wurden. Als Suchraum wurde ein Bereich gewählt, der 10 km westlich der Bundesautobahn 7 beginnt und 10 km östlich der Bestandsstrecke endet. Das Bundesministerium für Verkehr und digitale Infrastruktur erklärte 2020 noch, Neubaustrecken würden lediglich aus planungsrechtlichen Gründen geprüft, man wolle sie jedoch ausschließen.
Der Abschlussbericht des Deutschlandtakts sieht zwischen Hannover Hbf und Hamburg Hbf eine Kantenfahrzeit von 59 Minuten, bzw. 63 Minuten mit Halt in Hamburg-Harburg, vor. Hierzu wird in der Mitte 2020 veröffentlichten Infrastrukturliste eine Neubaustrecke Hannover-Vinnhorst–Maschen Pbf unterstellt, auf der zum Erreichen der Zielfahrzeit abhängig vom Streckenverlauf eine Höchstgeschwindigkeit von 250–300 km/h nötig ist. Entlang der Strecke sind zwei Überholbahnhöfe für Güterzüge vorgesehen.
Als Ergebnis der Sensitivitätsanalyse wurden im Oktober 2021 mehrere Grobkorridore für eine mögliche Streckenführung vorgestellt. Im Anschluss daran wurden konkrete Trassenvarianten entworfen und bewertet. Diese Varianten wurden dabei zunächst nur abschnittsweise Vertretern aus der Kommunalpolitik vorgestellt, was in den betroffenen Regionen auf Kritik stieß. Im September 2022 wurden in einem vom Projektbeirat Alpha-E organisierten Treffen die vier näher untersuchten Varianten vorgestellt. Neben dem Bestandstreckenausbau sowie einer bestandnahen Neubaustrecke Radbruch–Suderburg werden auch zwei weiter westlich verlaufende Streckenführungen betrachtet. Eine Variante würde bei Celle beginnen und die andere Variante bei Isernhagen und Burgdorf mit den bestehenden Strecken verbunden werden. Beide Varianten enden in Meckelfeld südlich von Hamburg-Harburg, zudem ist eine Verbindung zur Güterverkehrsstrecke Buchholz–Maschen bei Ramelsloh vorgesehen. Die Deutsche Bahn übergab Ende 2022 die Vorplanungsergebnisse zu den vier Varianten an das Bundesverkehrsministerium, ohne dabei eine Vorzugsvariante zu benennen. Im Rahmen der parlamentarische Befassung gemäß Bedarfsplanumsetzungsvereinbarung, die ursprünglich für Mitte 2023 vorgesehen war, sollte der Bundestag über die umzusetzende Variante entscheiden.
Die Planungen einer Neubaustrecke stehen in Kritik. Mehrere Kommunen und Landkreise, durch die eine Neubaustrecke führen könnte, fordern, dem Ergebnis des Dialogforums zu folgen und ausschließlich Bestandsstrecken auszubauen. Seit Mitte 2022 finden an verschiedenen Stellen entlang der geplanten Trassenverläufe Demonstrationen gegen den Neubau aus. Als Zeichen des Protests wurden die Trassen mit Holzkreuzen gekennzeichnet. In diesem Zusammenhang wird auch kritisiert, dass die Verkehrsprognosen für den Bundesverkehrswegeplan 2030 von einem starken Anstieg des Umschlags im Hamburger Hafen ausging, der jedoch bislang nicht eingetreten sei. Olaf Lies, 2013–2017 und seit November 2022 niedersächsischer Verkehrsminister, sprach sich ebenfalls für Alpha-E aus. Auch Bernd Althusmann, der in der Zwischenzeit Verkehrsminister war, hatte sich gegen eine Neubaustrecke positioniert.
Der Verkehrsclub Deutschland und Pro Bahn halten dagegen den Ausbau der Bestandsstrecken nicht für ausreichend und unterstützen die Planungen. Auch der Landkreis Lüneburg, durch den die Bestandsstrecke verläuft, und die Stadt Hamburg sprechen sich für eine Neubaustrecke aus. Nach Ansicht von Rudolf Breimeier sei die im Dialogforum bevorzugte Beschränkung auf nur drei Gleise mit dem Ziel einer zeitgemäßen Verkehrspolitik heute nicht mehr vereinbar. Für eine im Zeichen von Klimaschutz und Verkehrswende notwendige deutliche Verlagerung von der Straße auf die Schiene sei ein dreigleisiger Ausbau nicht hinreichend.
Olaf Lies schlug 2023 vor, die geplante Generalsanierung, für welche die Strecke zwischen Hamburg und Hannover für mehrere Monate gesperrt werden soll, auch für einen Ausbau zu nutzen. Das Bundesverkehrsministerium zeigte sich offen für den Vorschlag, den Termin der Sperrung von 2026 auf 2029 zu verschieben, um Zeit für die vorausgehende Planung möglicher Maßnahmen zu gewinnen. Das Ministerium stellte jedoch klar, dass seiner Ansicht nach unabhängig davon weitere Aus- oder Neubaumaßnahmen notwendig seien. Die DB Netz AG stellte Ende 2023 ein Konzept mit mehreren Maßnahmen zur Kapazitätserweiterung für die Generalsanierung vor. Damit könne zwischen Lüneburg und Uelzen die Nennleistung zwischen 6 und 22 Uhr jedoch nur von 185 auf 200 Züge gesteigert werden.

### ABS Langwedel – Uelzen
Für den Ausbau und die Elektrifizierung der Bahnstrecke Uelzen–Langwedel wurde 2020 mit der Grundlagenermittlung begonnen. Die Ergebnisse der Vorplanung wurden im Oktober 2024 vorgestellt. Die Vorbereitung der daran anschließenden parlamentarischen Befassung läuft.

### ABS Rotenburg – Verden – Minden / Wunstorf
Bei der Bahnstrecke Verden–Rotenburg wurde bereits Ende 2016 mit der Grundlagenermittlung begonnen, die Vorplanung für den zweigleisigen Ausbau der Strecke wurde 2019 abgeschlossen. Die von der Deutschen Bahn vorgestellte Vorzugsvariante, für die 916,5 Mio. Euro angesetzt sind, enthielt zunächst nur die gesetzlich vorgeschriebenen Schallschutzmaßnahmen. Da für die darüberhinausgehend geforderten übergesetzlichen Lärmschutzmaßnahmen eine Zustimmung des Bundestags erforderlich ist, beschloss dieser im Juni 2021, von der Region geforderte Maßnahmen im Wert von etwa 190 Mio. Euro in die Vorzugsvariante mit aufzunehmen. Seit Mai 2022 laufen die Entwurfs- und Genehmigungsplanung.
Die Vorplanung für den Abschnitt Verden–Nienburg–Wunstorf/Minden wurde Mitte 2021 abgeschlossen. Die Planung ruht seitdem.

### ABS Bremerhaven – Bremen – Langwedel
Eine ABS Bremerhaven–Langwedel war in den ursprünglichen Plänen der Alpha-Variante nicht enthalten und wurde erst im Rahmen des Bundesverkehrswegeplans ergänzt. Mit der Grundlagenermittlung wurde 2020 begonnen.